# Julie Andersson
Julie Andersson (* 2. Januar 1970; ⚭ Julie Hauge Andersson) ist eine ehemalige dänische Fußballspielerin.

## Karriere

### Vereine
Andersson spielte im Seniorinnenbereich zunächst für die in Hjørring ansässige Fortuna und kam von 1992 bis 1998 für den Verein in der Elitedivision, der seinerzeit höchsten Spielklasse im dänischen Frauenfußball, zu Punktspielen. Anschließend wirkte sie drei Saisonen lang für den Ligakonkurrenten Odense BK.

### Nationalmannschaft
Andersson debütierte als Nationalspielerin für die DBU in der A-Nationalmannschaft, für die sie in sieben Jahren 14 Länderspiele bestritt. Ihr Debüt erfolgte am 10. November 1999 in Odense beim 6:0-Sieg über die Nationalmannschaft der Bundesrepublik Jugoslawien mit dem zweiten Spiel in der EM-Qualifikationsgruppe 4, dem sich die beiden am 22. Oktober und  21. November 2000 gegen die Nationalmannschaft Spaniens mit 6.:1 und 4:2 gewonnenen EM-Playoff-Spiele anschlossen. Dazwischen wurde sie in einem Freundschaftsspiel gegen die Nationalmannschaft Deutschlands eingesetzt, der sie am 27. August 2000 in Aachen mit 0:7 unterlegen war. Mit der Mannschaft nahm sie auch am Turnier um den Algarve-Cup 2001 teil, wurde jedoch nur im dritten Spiel der Gruppe B bei der 0:1-Niederlage gegen die Nationalmannschaft Norwegens am 15. März 2001 in Portimão eingesetzt; damit hatte sie Anteil am zweiten Platz, den ihre Mannschaft nach der 0:3-Finalniederlage gegen die Nationalmannschaft Schwedens am 17. März 2001 in Loulé einnahm. Sie bestritt ferner zwei weitere in Freundschaft ausgetragene Länderspiele (1:1 vs. Niederlande; am 9. April 2001 in Elst und 3:0 vs. England; am 23. August 2001 in Northampton) sowie die ersten drei Spiele der WM-Qualifikationsgruppe 2; Klasse A (4:0 vs. Schweiz, 1:4 vs. Schweden, 6:0 vs. Finnland – zugleich letztes Länderspiel). Mit der Mannschaft nahm sie an der vom 23. Juni bis zum 7. Juli 2001 in Deutschland ausgetragenen Europameisterschaft teil. Sie wurde in allen drei Spielen der Gruppe B und im mit 0:1 verlorenen Halbfinale gegen die Nationalmannschaft Schwedens am 4. Juli im Ulmer Donaustadion eingesetzt. Im zweiten Gruppenspiel am 28. Juni 2001 in Reutlingen beim 4:3-Sieg über die Nationalmannschaft Frankreichs erzielte sie mit dem Treffer zur 3:2-Führung in der 71. Minute ihr erstes Länderspieltor.

## Erfolge
Nationalmannschaft
- Halbfinalist Europameisterschaft 2001
- Algarve-Cup-Finalist 2001

Odense BK
- Dänischer Meister 2000, 2001
- Dänischer Pokal-Finalist 2003

Fortuna Hjørring
- Dänischer Meister 1994, 1995, 1996
- Dänischer Pokal-Sieger 1995, 1996